# ピッチフォーク・メディア
ピッチフォーク・メディア (Pitchfork Media) は、アメリカの音楽メディア、及びそのウェブサイトである。一般的に「ピッチフォーク (Pitchfork)」と略して表記される。主に音楽ニュース、レビュー、インタビュー、映像コンテンツを扱っている。

## 概要
1995年、ピッチフォークは当時高校生だったライアン・シュライバー (Ryan Schreiber) によってアメリカ・ミネアポリスで設立された。その後1999年に本拠地をシカゴに移し、2000年代を通して大きく成長していった。当初ピッチフォークはライアンの好きなインディ・ミュージックの情報を毎月インターネットに載せることからスタートしたが、2000年代後半には世界で最も影響力のある音楽メディアと言われるまでに成長した。
2015年、コンデナスト・パブリケーションズがピッチフォーク・メディアを買収した。2018年8月、最初期から実験音楽、電子音楽、ロックを中心にレビューを担当していたエグゼクティブエディターであるマーク・リチャードソン(Mark Richardson)が退任した。2018年9月に創設者のライアン・シュライバーがトップ・エディターを退任し、2019年1月8日に退社することが発表された。

## レビュー・採点システム
ピッチフォークの主要コンテンツとして、トラックレビューとアルバムレビューがある。
トラックレビューは平日不定回数更新される。アーティストやレーベルから曲が公開されると、まずニュースとして取り上げられ、その後トラックレビューが載せられる。その中でも際立って良いものは「Best New Track」通称BNTとして紹介される。
アルバムレビューは平日の現地時間午前0時に更新される。対象となるのは新譜・再発盤のアルバム・EPでその週に発売されたものが主に紹介される。作品には0.1きざみで10点満点の点数がつけられ、最低点が0.0、最高点が10となる。その中でも際立って良い新譜は「Best New Music」通称BNM(「Best New Album」通称BNAとも)、再発盤は「Best New Reissue」通称BNRとして紹介される。なおBNM・BNRに選ばれるのは8点台からだが、8点台前半だと選ばれるものと選ばれないものでばらつきがある。

## Pitchfork.tv
2008年4月、映像コンテンツを扱う「Pitchfork.tv」がサイト内に開設され、インタビューやライブの映像などが公開されている。現在はYouTubeと提携しておりYouTubeサイト内からも見ることができる。

## 年間ベストリスト
ピッチフォークでは年間のベストソング、ベストアルバムをランキングにして公開している。
Pitchfork Album of the Year
| 年     | アーティスト           | アルバム                          | 国             | 出典 |
| ------ | ---------------------- | --------------------------------- | -------------- | ---- |
| 1999年 | The Dismemberment Plan | Emergency & I                     | アメリカ合衆国 |      |
| 2000年 | Radiohead              | Kid A                             | イギリス       |      |
| 2001年 | The Microphones        | The Glow Pt. 2                    | アメリカ合衆国 |      |
| 2002年 | Interpol               | Turn on the Bright Lights         | アメリカ合衆国 |      |
| 2003年 | The Rapture            | Echoes                            | アメリカ合衆国 |      |
| 2004年 | Arcade Fire            | Funeral                           | カナダ         |      |
| 2005年 | Sufjan Stevens         | Illinois                          | アメリカ合衆国 |      |
| 2006年 | The Knife              | Silent Shout                      | スウェーデン   |      |
| 2007年 | Panda Bear             | Person Pitch                      | アメリカ合衆国 |      |
| 2008年 | Fleet Foxes            | Sun Giant/Fleet Foxes             | アメリカ合衆国 |      |
| 2009年 | Animal Collective      | Merriweather Post Pavilion        | アメリカ合衆国 |      |
| 2010年 | Kanye West             | My Beautiful Dark Twisted Fantasy | アメリカ合衆国 |      |
| 2011年 | Bon Iver               | Bon Iver                          | カナダ         |      |
| 2012年 | Kendrick Lamar         | good kid, m.A.A.d. city           | アメリカ合衆国 |      |
| 2013年 | Vampire Weekend        | Modern Vampires of the City       | アメリカ合衆国 |      |
| 2014年 | Run the Jewels         | Run the Jewels 2                  | アメリカ合衆国 |      |
| 2015年 | Kendrick Lamar         | To Pimp a Butterfly               | アメリカ合衆国 |      |
| 2016年 | Solange                | A Seat at the Table               | アメリカ合衆国 |      |
| 2017年 | Kendrick Lamar         | DAMN.                             | アメリカ合衆国 |      |
| 2018年 | Mitski                 | Be The Cowboy                     | アメリカ合衆国 |      |
| 2019年 | Lana Del Rey           | Norman Fucking Rockwell!          | アメリカ合衆国 |      |
| 2020年 | Fiona Apple            | Fetch the Bolt Cutters            | アメリカ合衆国 |      |

Pitchfork Song of the Year
| 年     | アーティスト                      | 曲                        | 国             | 出典 |
| ------ | --------------------------------- | ------------------------- | -------------- | ---- |
| 2003年 | Outkast                           | Hey Ya!                   | アメリカ合衆国 |      |
| 2004年 | Annie                             | Heartbeat                 | ノルウェー     |      |
| 2005年 | Antony & The Johnsons             | Hope There's Someone      | イギリス       |      |
| 2006年 | Justin Timberlake feat. T.I.      | My Love                   | アメリカ合衆国 |      |
| 2007年 | LCD Soundsystem                   | All My Friends            | アメリカ合衆国 |      |
| 2008年 | Hercules and Love Affair          | Blind                     | アメリカ合衆国 |      |
| 2009年 | Animal Collective                 | My Girls                  | アメリカ合衆国 |      |
| 2010年 | Ariel Pink's Haunted Graffiti     | Round and Round           | アメリカ合衆国 |      |
| 2011年 | M83                               | Midnight City             | フランス       |      |
| 2012年 | Grimes                            | Oblivion                  | カナダ         |      |
| 2013年 | Drake                             | Hold On, We're Going Home | カナダ         |      |
| 2014年 | Future Islands                    | Seasons (Waiting On You)  | アメリカ合衆国 |      |
| 2015年 | Kendrick Lamar                    | Alright                   | アメリカ合衆国 |      |
| 2016年 | Kanye West                        | Ultralight Beam           | アメリカ合衆国 |      |
| 2017年 | Cardi B                           | Bodak Yellow              | アメリカ合衆国 |      |
| 2018年 | The 1975                          | Love It If We Made It     | イギリス       |      |
| 2019年 | FKA Twigs                         | Cellophane                | イギリス       |      |
| 2020年 | Cardi B feat. Megan Thee Stallion | WAP                       | アメリカ合衆国 |      |